# Синклер, Малькольм
Малькольм Синклер (швед. Sinclair Malcolm; 1691 — 17 июня 1739) — шведский граф, майор.

## Биография
Принадлежал к шотландскому роду, представители которого обосновались в Швеции в XVII веке.
В возрасте 18 лет участвовал в русском походе Карла XII и под Полтавой попал в плен. Содержался в Казани. Вернулся домой в 1722 году, где получил чин лейтенанта.
В 1737 году был отправлен к театру военных действий, которые велись тогда между Россией и Турцией, для того, чтобы собрать для шведского правительства достоверные сведения о ходе войны.
В июле 1738 года Синклера, который к этому времени уже получил чин майора Уппландского полка и стал членом Секретного комитета, вновь отправляют в Турцию, чтобы доставить шведским министрам в Константинополе дубликаты депеш, касавшихся заключения шведско-турецкого военного союза.
И хотя отъезд готовился в строгой тайне, о нём стало известно русскому послу в Стокгольме М. П. Бестужеву, который предложил русскому правительству «анлевировать» Синклера, а потом пустить слух, что на него напали гайдамаки. Этой мерой он надеялся помешать заключению направленного против России союза.
Однако Синклер сумел благополучно добраться до Константинополя. В начале апреля 1739 года он отправился назад в Швецию, везя с собой письма от султана, великого визиря и шведских послов. Кроме того, он имел при себе долговые расписки, которые Карл XII выдал турецкому правительству во время своего пребывания в Турции.
Из-за угрозы нападения его до границы австрийских владений сопровождал сначала турецкий, а затем польский эскорт. 17 июня 1739 года в нескольких милях от Бреслау, между местечками Нейштадт и Грюнберг, его настигли два русских офицера — капитан Кутлер и поручик Левицкий, которым Миних приказал его «перенять». В итоге, Синклер был убит, а документы, которые он вёз, изъяты.
Французский купец Кутурье, ехавший вместе с Синклером, был доставлен в Дрезден, где его держали некоторое время под замком, но потом выпустили, заплатив в качестве компенсации 500 дукатов. Отправившись в Стокгольм, тот сделался главным свидетелем в ходе расследований, организованных шведскими и австрийскими властями.
Русское правительство всячески открещивалось от причастности к этому преступлению. Русские офицеры, убившие Синклера, были сосланы в Сибирь, однако в 1743 году при Елизавете Петровне они были повышены в чине и переведены в Казань.
В Швеции это убийство вызвало волну негодования и стало одним из поводов для начала русско-шведской войны 1741—1743 годов. Андерсом Уделем была сочинена так называемая «Песнь о Синклере» (Sinclairsvisan), в которой он описывал, как Карл XII принимает на Елисейских полях Малькольма Синклера, и призывал отомстить России.
В 1909 году на месте убийства шведское правительство установило памятный знак.